# Piazza dell'Indipendenza (Firenze)
Piazza dell'Indipendenza, già piazza di Barbano, è una grande piazza del centro storico di Firenze.
La piazza trae il nome dall'insurrezione che il 27 aprile 1859 cacciò il Granduca Leopoldo II, che proprio qui si svolse e che innescò il processo di annessione della Toscana al Regno di Sardegna.
Tale insurrezione fu organizzata dal gruppo della Società Nazionale (fondata nel 1857 da Giuseppe Garibaldi e altri patrioti), da Bettino Ricasoli e da altri gruppi come quello dei democratici di Mazzini.
L'anno successivo (11-12 marzo 1860) veniva indetta una votazione (Plebiscito) che sancì l'annessione del Granducato di Toscana al Regno di Sardegna.

## Storia

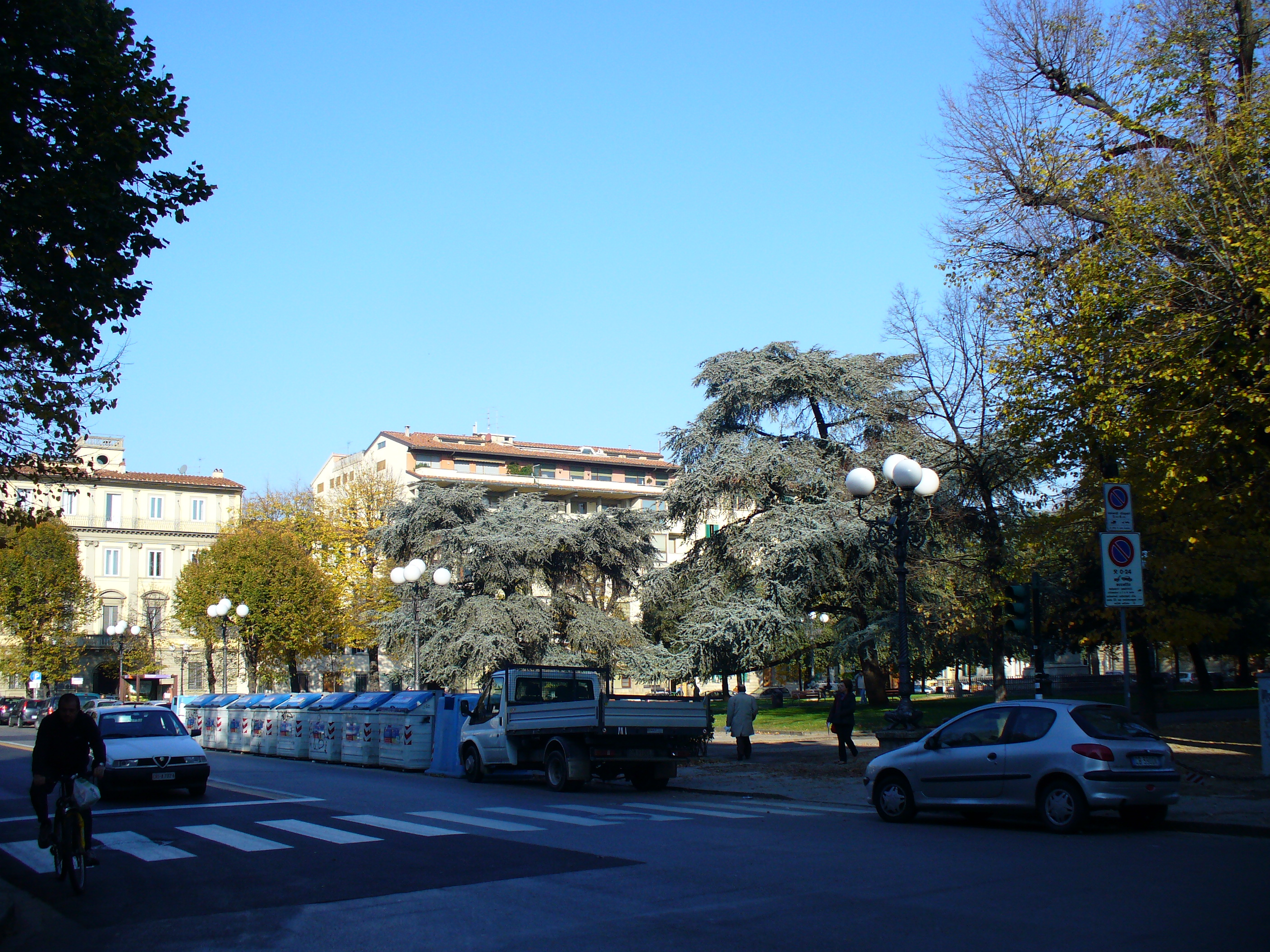
La piazza

Fin dalla prima metà dell'Ottocento, l'area attualmente occupata dalla piazza era una zona agricola chiamata "Orto di Barbano", dal nome di un contadino.
L'architetto Francesco Leoni tra il 1838 ed il 1842 presentò un progetto per la sistemazione dello spazio, trasformandolo in casamenti per ospitare i poveri. Nel 1844 il progetto fu approvato da Leopoldo II di Lorena e la realizzazione affidata all'ingegnere Flaminio Chiesi. La piazza fu battezzata "Piazza Maria Antonia" in onore della moglie di Leopoldo, e fu aperta nel 1845.
Il 27 aprile 1859, nasceva il governo provvisorio di Toscana e Guido Nobili, che abitava al civico 22 della Piazza, fu testimone oculare dell'avvenimento; il Nobili, che allora aveva otto anni, ricordò che sua madre cucì la prima bandiera italiana che sventolò sulla piazza, proprio da una finestra della Palazzina Nobili.
Con l'avvento dell'Unità, la piazza prese il nome definitivo di piazza Indipendenza. Qui Ubaldino Peruzzi mostrò ai cittadini il telegramma che annunciava la presa di Porta Pia e il trasferimento della capitale da Firenze a Roma. Una tradizione popolare identifica, rifacendosi al monumento nella piazza stessa, in una panchina, quella su cui sarebbe salito il Peruzzi.

## Descrizione
Le palazzine che si affacciano sulla piazza sono tutte pertinenti all'epoca tra l'Ottocento e il primo Novecento, tipiche nella loro signorilità tutta borghese. Tra gli edifici più importanti Villa Ruspoli, attuale sede del Seminario di Studi e Ricerche Parlamentari "Silvano Tosi" fondato da Giovanni Spadolini e del Centro studi per la storia del pensiero giuridico moderno fondato da Paolo Grossi.
Le due statue bronzee, che decorano i due riquadri simmetrici verso nord e verso sud, furono realizzate appositamente sul finire dell'Ottocento. La prima ritrae Bettino Ricasoli, ed è opera di Augusto Rivalta (1896); la seconda ritrae Ubaldino Peruzzi, il primo sindaco di Firenze, e fu creata dallo scultore fiorentino Raffaello Romanelli (1896).
Due targhe su altrettanti edifici ricordano scrittori che qui vissero e scrissero alcune loro opere: Guido Nobili e l'inglese trasferita a Firenze Theodosia Gorrow Trollope, cognata di Anthony Trollope.

## Altre immagini

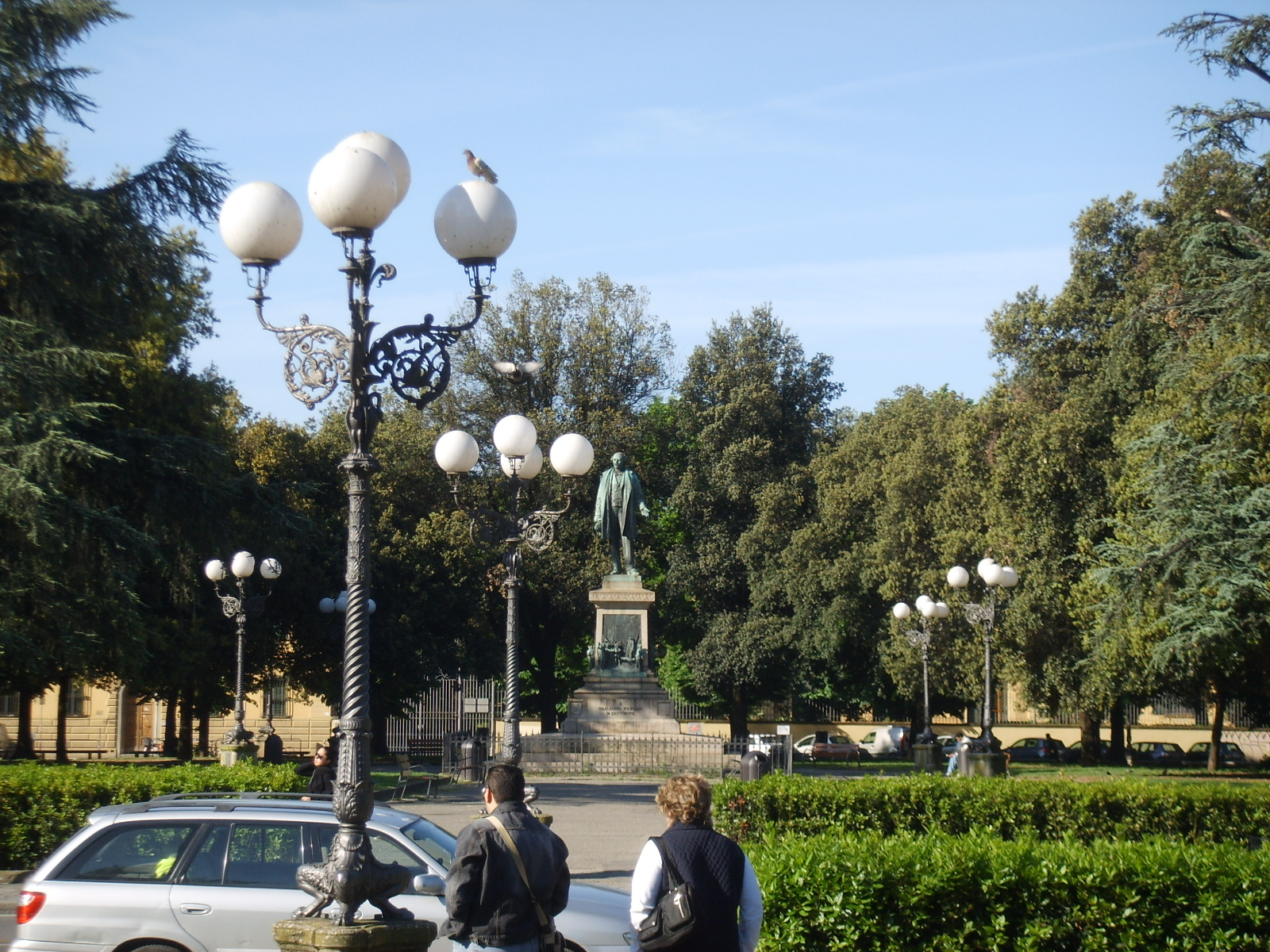
La piazza
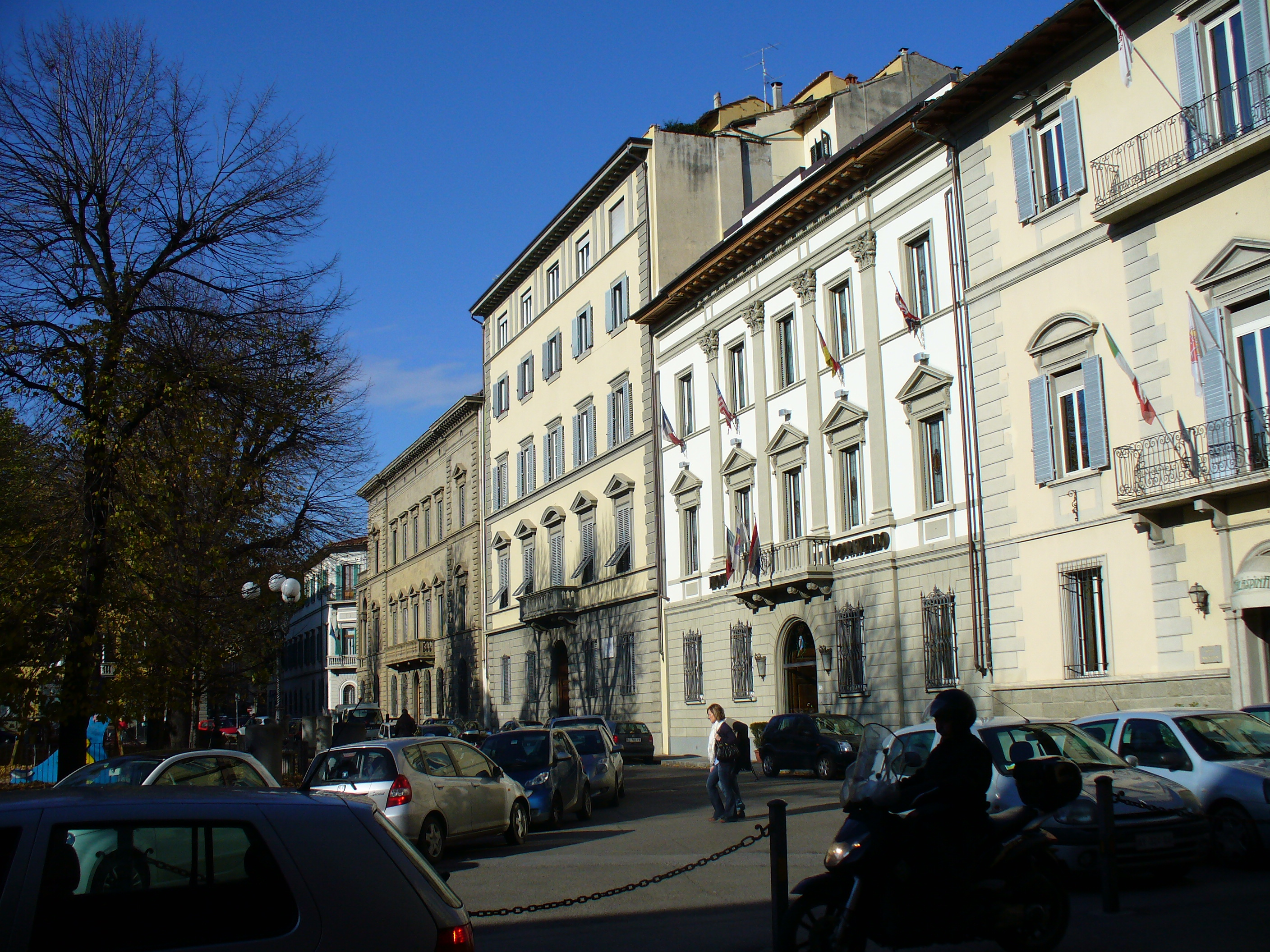
Edifici sulla piazza
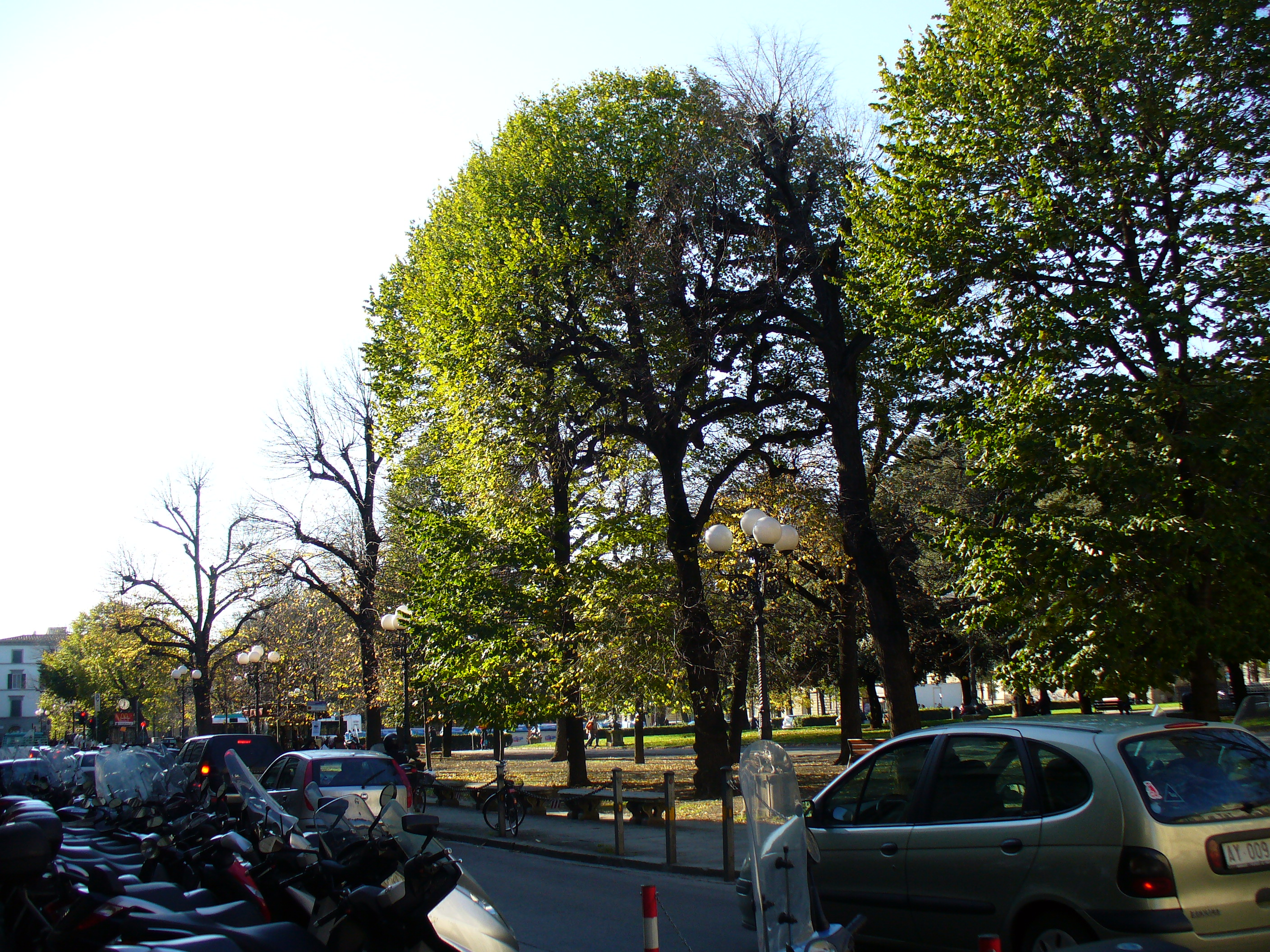
Piazza
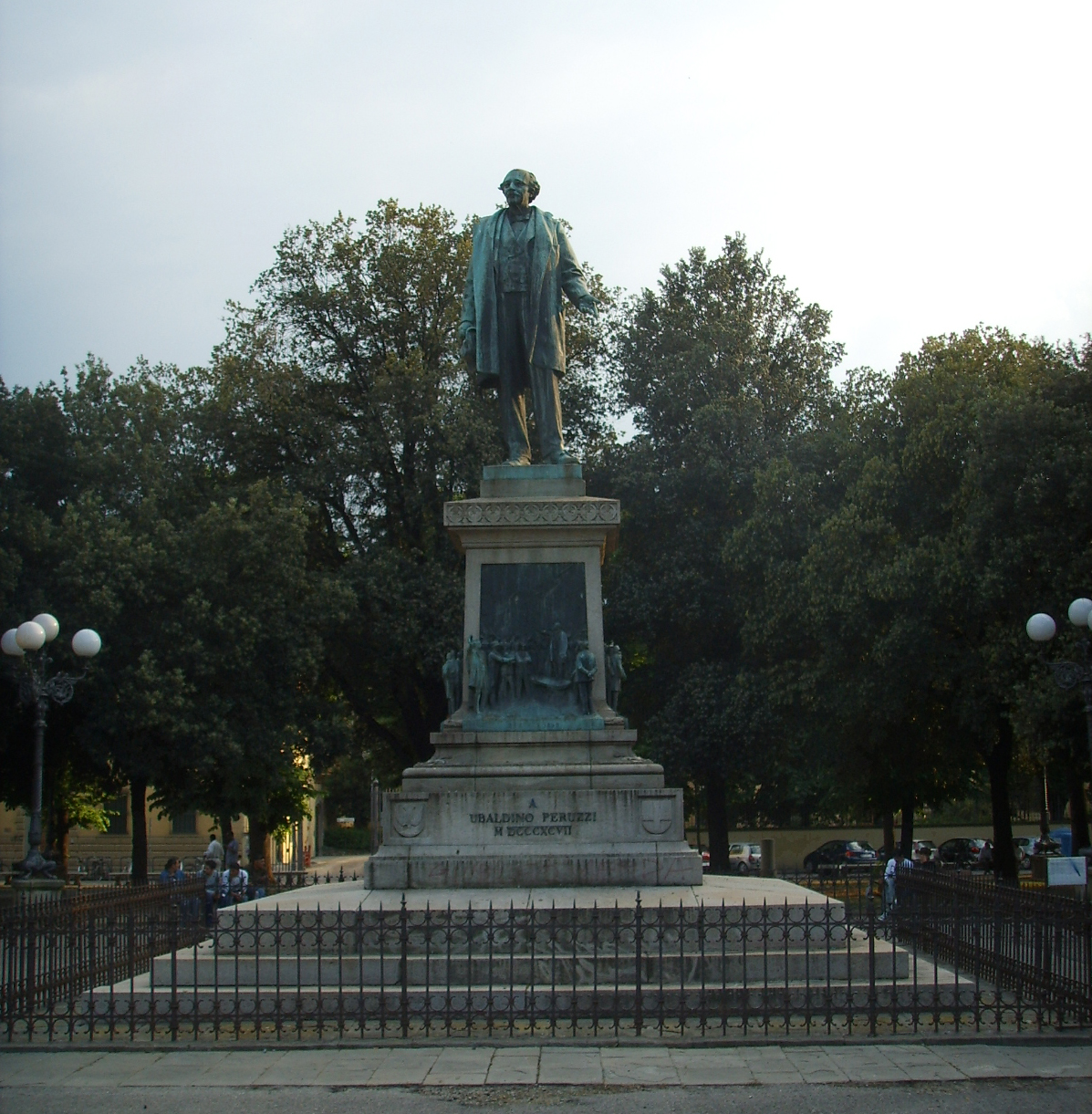
Statua a Ubaldino Peruzzi